# Патриций
Вижте пояснителната страница за други личности с името Патриций.
Патриций (на латински: patricii, от pater – баща, т.е. „потомци на бащите“) е представител на аристократичното съсловие в Древен Рим. Във Византия, патриций е титла, давана на висши длъжностни лица и провинциални управители. Титлата е използвана и от готи, франки, бургунди, лангобарди в ранните варварски кралства в Западна

## В Рим
„Патриций“ бил термин, с който най-вероятно в Древния Рим първоначално се назовавало цялото коренно население, влизащо в родовата община и съставящо римския народ (Populus Romanus Quiritium). Използвало се като антоним на понятието плебеи след отделянето от родовете на знатните патриархални семейства, при което към патрициите останала да се числи само родовата аристокрация, предците на която някога влизали в състава на царския сенат. Принадлежността към родовата аристокрация можело да бъде придобита както по рождение, така и по пътя на осиновяването или заради възнаграждение. Това право се губело при смърт или при ограничаване на правата.
От края на VI век пр.н.е. патрициите станали господстваща класа – съсловие на Римската република. Икономическа основа на тяхната власт било изключителното право на ползване на обществените земи (ager publicus).
След включването на плебеите в състава на римския народ и изравняването на правата им с тези на патрициите (в началото на III век пр.н.е.), слелите се патриции и плебс образували нобилитета.
В епохата на ранната империя възникнал нов патрициат, включващ привилегированата част от сенаторското съсловие. В него влизали издигнати от императора лица от Италия и провинциите. По това време старите патрициански родове били измрели (или избити) и съсловието било попълвано от „назначени“ аристократи – издигнати в патрицианско достойнство в награда за добра служба към императора (този процес бил започнат още от Цезар).
В епохата на късната империя патриции по рождение почти не останали, а патриций награждавал единствено императорът. Тази титла била едно от най-високите звания в държавата, но вече не била свързана с определена длъжност.

### Патрициански фамилии
Някои от патрицианските фамилии в Древен Рим:
- Аквилии
- Атилии
- Валерии
- Вергинии
- Ветурии
- Вителии
- Волумнии
- Ебуции
- Емилии
- Гегании
- Генуции
- Корнелии
- Квинтилии
- Клавдии
- Клелии
- Квинкции
- Ларции
- Лукреции
- Манлии
- Марции
- Менении
- Метилии
- Минуции
- Муции
- Навции
- Нумиции
- Папирии
- Пинарии
- Постумии
- Потиции
- Ромилии
- Семпронии
- Сергии
- Сервилии
- Сестии
- Сицинии
- Сулпиции
- Тарпеи
- Тарквинии
- Тулии
- Фабии
- Фослии
- Фурии
- Хорации
- Юлии

## Във Византия
По време на въстанието на Петър Делян, Алусиян – вторият син на Иван Владислав предал делото, ослепил Петър Делян и сам се признал за васал на василевса, за което получил титлата патриций.
Матанов, Средновековни балкани.